# Шулгино
Шулгино (на руски: Шульгино) е село в Селивановски район на Владимирска област в Русия. Влиза в състава на Новлянската селска община.

## География
Селото е разположено на 2 км южно от центъра на общината, село Новлянка, и на 11 км южно от районния център, работническото селище Красная Горбатка.
Население
| 1859 | 2010 г. |
| ---- | ------- |
| 387  | 92      |

## История
Първите сведения за селото са от 1676 г., В данъчните книги е отбелязано, че в Шулгино има църква „Успение Богородично“, с помощно стопанство (на тогавашния поп Спиридон); дяконско стопанство; както и 3 помешчишки къщи и 20 селски стопанства. Дървената църква съществува в Шулгино в течение на целия 18 век, а в началото на 19 век поради лошото си състояние е съборена и вместо нея, със средства на помешчика Муромцев, е построен каменен храм с камбанария. В края на 19 век местната енория се състои от село Шулгино и населените места Болшое Колцово, Мало Колцово и Елхово, в които според църковните ведомости има 164 къщи, 474 мъже и 538 жени. От 1884 г. в Шулгино съществува църковно-енорийско училище, като броят на учащите се през 1896 г. е 50.
В края на 19 – началото на 20 век селото влиза в състава на Дубровска волост (административна единица на Руската империя) на Муромски уезд.
От 1929 г. селото е център на Шулгинския селски съвет на Селивановски район, а по-късно и до 2005 г. – в състава на Новлянския селски съвет.

## Забележителности
В селото се намира неработещата църква „Успение Богородично“ (построена в периода 1825 – 1875 г.).